# الدوري الفنلندي الممتاز 2001
الدوري الفنلندي الممتاز 2001 (بالفنلندية: Veikkausliigan kausi 2001) هو موسم من الدوري الفنلندي الممتاز. فاز فيه تامبيري يونايتد.